# Il ficcanaso
Pour plus de détails, voir Fiche technique et Distribution.
Il ficcanaso est une comédie policière italienne réalisée par Bruno Corbucci et sortie en 1981.
Les scènes de films d'horreur que Pippo Franco voit à la télévision sont toutes tirées du film de Lucio Fulci, Frayeurs (1980).

## Synopsis
Luciano Persichetti, hypersensible, est convaincu d'avoir des pouvoirs paranormaux et reçoit des messages prémonitoires interprétés par Susanna, une belle spécialiste en parapsychologie dont il est amoureux. Luciano est également poursuivi par un mystérieux meurtrier qui se fait appeler « l'Ange gardien ». Tout cela se passe alors que la police soupçonne Luciano d'être l'auteur des meurtres.
Avant que le mystère ne soit éclairci, Luciano est donc entraîné dans une série d'aventures tragicomiques et jusqu'à ce que l'on découvre que l'auteur des appels téléphoniques menaçants et le meurtrier recherché sont quelqu'un d'autre, Luciano peut se sentir soulagé.
En même temps, Susanna découvre que les pouvoirs paranormaux de Luciano ne sont pas réels et se désintéresse de lui.

## Fiche technique
- Titre original : Il ficcanaso[1]
- Réalisation : Bruno Corbucci
- Scénario : Aldo Florio, Ernesto Gastaldi, Raimondo Vianello, Pippo Franco, Bruno Corbucci, Sandro Continenza
- Photographie : Giovanni Ciarlo
- Montage : Daniele Alabiso (it)
- Musique : Franco Micalizzi
- Décors : Claudio Cinini (it)
- Production : Giovanni Di Clemente
- Société de production : Cleminternazionale
- Pays de production :  Italie
- Langue originale : italien
- Format : couleur
- Genre : comédie policière
- Durée : 99 minutes
- Dates de sortie : 
  - Italie : 28 février 1981

## Distribution
- Pippo Franco : Luciano Persichetti
- Edwige Fenech : Susanna
- Pino Caruso : Commissaire Luisetti
- Luc Merenda : Paolo
- Sergio Leonardi : Lino
- Leo Gavero : Ragionier Tripodi/le tueur
- Laura Troschel : Carla Foscari
- Maurizio Gueli : l'avocat Ubaldi
- Luciano Amodio : Morassi
- Vittorio Ripamonti : prêtre
- Ermelinda De Felice : mère du commissaire Luisetti
- Renzo Rinaldi : parapsychologue russe
- Sergio Tardioli : commerçant raillé dans le bus
- Francesco Anniballi : l'homme à la vaisselle cassée
- Marcello Di Folco : commerçant de vêtements cléricaux
- Bruno Rosa : huissier du palais des congrès
- Bruno Corbucci : estampilleur (caméo)